# هيو أ. إيمرسون
هيو أ. إيمرسون هو سياسي كندي، ولد في 1793، وتوفي في 29 مايو 1860.